# Код Грея

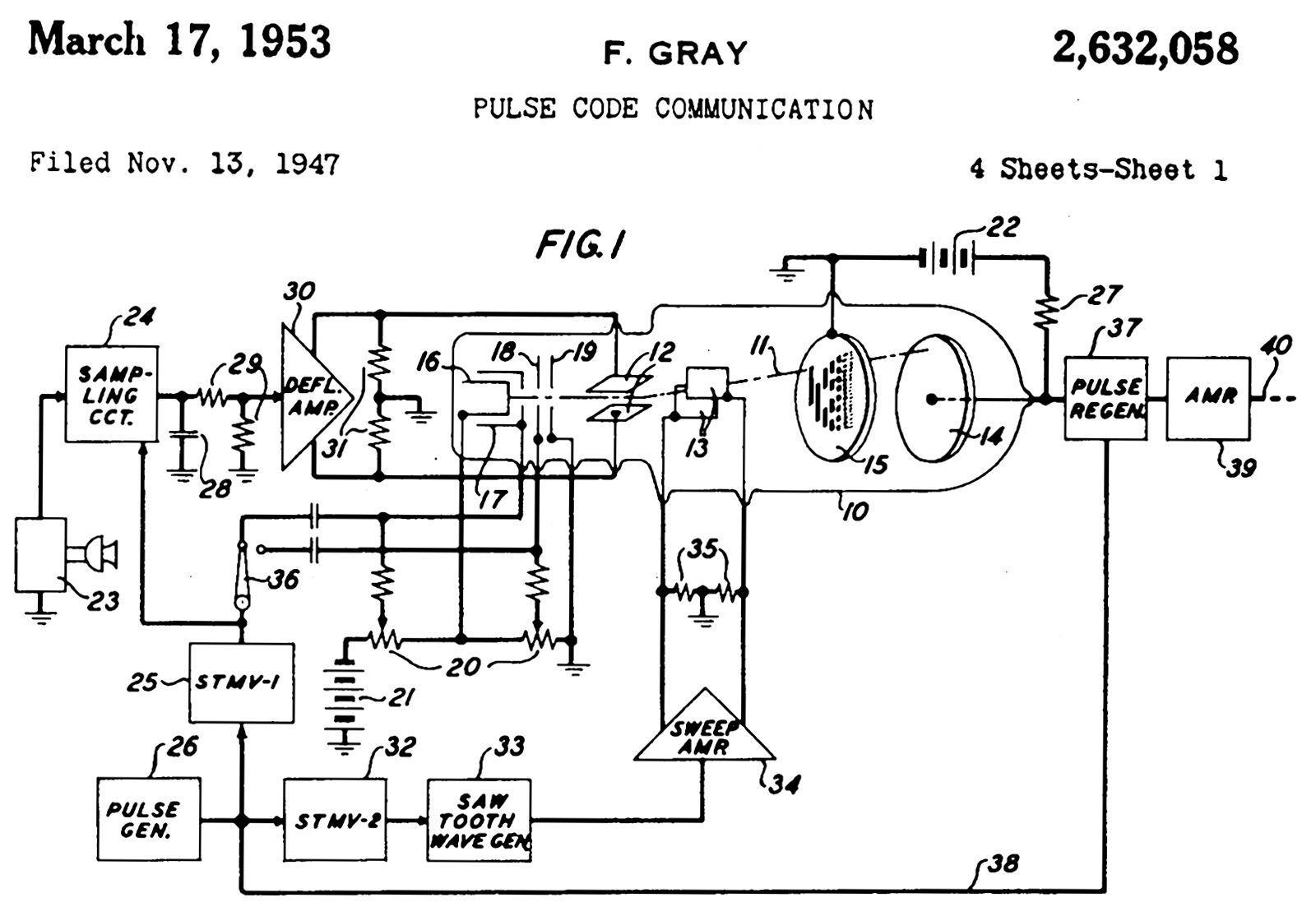
Фрагмент сторінки патента Грея

Код Грея — одна із систем кодування інформації, в якій два послідовні коди відрізняються значенням лише одного біта.

## Загальні відомості
Для кодування ознак можна скористатись найпростішим варіантом: двійковим значенням цієї ознаки. Тоді легко використовувати бітові рядки фіксованої довжини для подання всіх можливих значень цієї ознаки.
Наприклад, десяткові числа 7 і 8 можна легко закодувати у двійкові числа B(7)=0111 і B(8)=1000, використовуючи двійкову техніку. Проте, якщо ми хочемо переміститися з фенотипу 7 у фенотип 8, то повинні змінити всі три біти в їх зображенні від B(7)=0111 до B(8)=1000. Інакше кажучи, при роботі ГА необхідні три окремі дії для переміщення від розв'язку 7 до розв'язку 8, які призведуть до додаткових витрат часу. З іншого боку, якщо ми хочемо переміститися від розв'язку 7 до розв'язку 8, то нам необхідна лише одна операція. Це ускладнює використання ГА й погіршує його збіжність.
Щоб уникнути цього, краще використовувати кодування, в якому значення розрізняються на один біт. Таким є код Грея. Розглянемо принцип його побудови:
Десятковий Код Грея

0 0000

1 0001

нульовий розряд вичерпав свої ресурси (0,1)

ставиться «дзеркало» і від нього «відображаються» значення 0-го

розряду, але з одиницею в старшому розряді.

2 0011

3 0010

Так само і з рештою розрядів.

4 0110

5 0111

6 0101

7 0100

8 1100

9 1101

## Використання

Круговий енкодер з трибітним кодом Грея

Використання кодів Грея засновано насамперед на тому, що він мінімізує ефект помилок при перетворенні аналогових сигналів у цифрові (наприклад, у багатьох видах датчиків).
Коди Грея часто застосовуються в датчиках-енкодерах. Їх використання зручно тим, що два сусідніх значення шкали сигналу відрізняються лише в одному розряді. Також вони використовуються для кодування номера доріжок в твердих дисках.
Код Грея можна використовувати також і для вирішення задачі про Ханойські вежі.
Широко застосовуються коди Грея і в теорії генетичних алгоритмів для кодування генетичних ознак, які представлені цілими числами.
Код Грея використовується для генерації сполучень методом обертових дверей.

## Алгоритми перетворення

### Перетворення двійкового коду в код Грея
Коди Грея легко виходять з двійкових чисел шляхом побітової операції «виключне АБО» з тим же числом, зрушеним вправо на один біт. Отже, i-й біт коду Грея Gi виражається через біти двійкового коду Bi наступним чином:
{\displaystyle G_{i}=B_{i}\oplus B_{i+1},}
де {\displaystyle \oplus } — операція «виключне АБО»; біти нумеруються справа наліво, починаючи з молодшого.
Нижче наведено алгоритм перетворення з двійкової системи числення в код Грея, записаний на мові C (мова програмування):
```
unsigned
 
int
 
grayencode
(
unsigned
 
int
 
g
)
 

{

    
return
 
g
 
^
 
(
g
 
>>
 
1
);

}

```

Той же алгоритм, записаний на мові Pascal:
```
function
 
BinToGray
(
b
:
integer
)
:
integer
;

begin

  
BinToGray
:=
b
 
xor
 
(
b
 
shr
 
1
)

end
;

```

Приклад: перетворити двійкове число 10110 в код Грея.
```
10110
01011
-----
11101
```

### Перетворення коду Грея в двійковий код
Зворотний алгоритм — перетворення коду Грея в двійковий код — можна виразити рекурентною формулою
причому перетворення здійснюється побітно, починаючи зі старших розрядів, і значення Bi + 1, використовуване у формулі, обчислюється на попередньому кроці алгоритму. Дійсно, якщо підставити в цю формулу вищенаведений вираз для i-го біта коду Грея, отримаємо
Однак наведений алгоритм, пов'язаний з маніпуляцією окремими бітами, незручний для програмної реалізації, тому на практиці використовують видозмінений алгоритм:
де N — кількість бітів в коді Грея (для збільшення швидкодії алгоритму за N можна взяти номер старшого ненульового біта коду Грея); знак {\displaystyle \oplus } означає підсумовування за допомогою операції «виключне АБО», тобто
Дійсно, підставивши в формулу вираз для i-го біта коду Грея, отримаємо
Тут передбачається, що біт, що виходить за рамки розрядної сітки ({\displaystyle B_{N+1}}), дорівнює нулю.
Нижче приведена функція на мові С, що реалізує даний алгоритм. Вона здійснює послідовний зсув вправо і підсумовування вихідного двійкового числа, до тих пір, поки черговий зсув не обнулить доданок.
```
unsigned
 
int
 
graydecode
(
unsigned
 
int
 
gray
)
 

{

    
unsigned
 
int
 
bin
;

    
for
 
(
bin
 
=
 
0
;
 
gray
;
 
gray
 
>>=
 
1
)
 
{

      
bin
 
^=
 
gray
;

    
}

    
return
 
bin
;

}

```

Той же самий алгоритм, записаний на мові Паскаль:
```
function
 
GrayToBin
(
b
:
integer
)
:
integer
;

 
var
 
g
:
integer
;

begin

  
g
:=
0
;

  
while
 
b
>
0
 
do
 
begin

    
g
:=
g
 
xor
 
b
;

    
b
:=
b
 
shr
 
1
;

  
end
;

  
GrayToBin
:=
g
;

end
;

```

Приклад: перетворити код Грея 11101 в двійковий код.
```
11101
01110
00111
00011
00001
-----
10110
```

Швидке перетворення 8/16/24/32-разрядного значення коду Грея в двійковий код на мові BlitzBasic:
```
Function
 
GRAY_2_BIN
%
(
X
%
)

Return
 
X
 
Xor
 
((
X
 
And
 
$88888888
)
 
Shr
 
4
)
 
Xor
 
((
X
 
And
 
$CCCCCCCC
)
 
Shr
 
2
)
 
Xor
 
((
X
 
And
 
$EEEEEEEE
)
 
Shr
 
1
)

End
 
Function

```

### Генерація кода Грея
Код Грея для n біт може бути рекурсивно побудований на основі коду для n-1 біт шляхом перевертання списку біт (тобто записуванням кодів у зворотному порядку), конкатенації вихідного і перевернутого списків, дописування нулів на початку кожного коду у вихідному списку та одиниць — у початок кодів в перевернутому списку. Так, для генерації списку для n = 3 біт на підставі кодів для двох біт необхідно виконати наступні кроки:
| Коди для n = 2 біт:                       | 00, 01, 11, 10     |                    |
| Перевернутий список кодів:                |                    | 10, 11, 01, 00     |
| Об'єднаний список:                        | 00, 01, 11, 10     | 10, 11, 01, 00     |
| До початкового списку дописані нулі:      | 000, 001, 011, 010 | 10, 11, 01, 00     |
| До перевернутого списку дописані одиниці: | 000, 001, 011, 010 | 110, 111, 101, 100 |

Нижче представлений один з алгоритмів створення послідовності коду Грея заданої глибини, записаний на мові Perl:
```
  
my
 
$depth
 
=
 
16
;
 
# generate 16 Gray codes, 4 bits wide each

  
my
 
@gray_codes
 
=
 
(
 
'0'
,
 
'1'
 
);

  
while
(
scalar
(
@gray_codes
)
<
$depth
)

     
{

     
my
 
@forward_half
=
map
{
'0'
.
$_
}
 
@gray_codes
;

     
my
 
@reverse_half
=
map
{
'1'
.
$_
}
 
reverse
(
@gray_codes
);

     
@gray_codes
=
(
@forward_half
,
@reverse_half
);

     
}

```

Рекурсивна функція побудова коду Грея мовою C:
```
//n -- довжина що потрібна,

//m -- показник на масив

// всі коди довжиною менші за n

//depth -- параметр рекурсії

 

int
 
gray
 
(
int
 
n
,
 
int
*
 
m
,
 
int
 
depth
)
 

{

	
int
 
i
,
 
t
 
=
 
(
1
 
<<
 
(
depth
 
-
 
1
));

 

	
if
 
(
depth
 
==
 
0
)

		
m
[
0
]
 
=
 
0
;

 

	
else
 
{

        
//масив зберігає десяткові записи двійкових слів

		
for
 
(
i
 
=
 
0
;
 
i
 
<
 
t
;
 
i
++
)

			
m
[
t
 
+
 
i
]
 
=
 
m
[
t
 
-
 
i
 
-
 
1
]
 
+
 
(
1
 
<<
 
(
depth
 
-
 
1
));

	
}

	
if
 
(
depth
 
!=
 
n
)

		
gray
(
n
,
 
m
,
 
depth
 
+
 
1
);

	
return
 
0
;

}

```

Швидке перетворення 8/16/24/32-разрядного бінарного коду в код Грея мовою BlitzBasic:
```
Function
 
BIN_2_GRAY
%
(
X
%
)

Return
 
X
 
Xor
 
((
X
 
And
 
$EEEEEEEE
)
 
Shr
 
1
)

End
 
Function

```

## Таблиця відповідності між двійковим кодом та кодом Грея
| Ціле | Двійковий код | Код Грея |
| ---- | ------------- | -------- |
| 0    | 0000          | 0000     |
| 1    | 0001          | 0001     |
| 2    | 0010          | 0011     |
| 3    | 0011          | 0010     |
| 4    | 0100          | 0110     |
| 5    | 0101          | 0111     |
| 6    | 0110          | 0101     |
| 7    | 0111          | 0100     |
| 8    | 1000          | 1100     |
| 9    | 1001          | 1101     |
| 10   | 1010          | 1111     |
| 11   | 1011          | 1110     |
| 12   | 1100          | 1010     |
| 13   | 1101          | 1011     |
| 14   | 1110          | 1001     |
| 15   | 1111          | 1000     |